# محمد غانم الرميحي
محمد غانم الرميحي (ولد عام 1942م) كاتب ومفكر ومترجم كويتي، وأستاذ في علم الاجتماع في جامعة الكويت. يكتب في صحيفة (الشرق الأوسط)، وصدر له العديد من المؤلفات التي تُعنى بقضايا الاقتصاد والتنمية في الخليج العربي منها: (الخليج ليس نفطاً)، وكتاب (قضايا خليجية).

## بدايته
- ولد عام 1942 وتخرج من جامعة درهام Durham في شمال شرق بريطانيا عام 1973 من خلال أطروحة دكتوراه بعنوان التغير السياسي والاجتماعي في البحرين 1920- 1970 ونشرت بالإنجليزية وترجمت إلى العربية وطبعت أكثر من طبعة، وأصبحت من الأعمال الكلاسيكية في موضوعها.
- عمل الرميحي منذ تخرجه في جامعة الكويت وتدرج في سلك التدريس فيها حتى درجة الأستاذية، وأصدر عدداً من الكتب حول التغير الاجتماعي والسياسي في الخليج وفي الشوؤن العربية، بعضها طُبع أكثر من مرة (دار الجديد ودار الساقي) في بيروت نشرت له كتبه بعضها يدرس في الجامعات.
- عمل رئيس تحرير لمجلة العربي الكويتية لمدة سبع عشر عاما.
- أثناء الغزو العراقي للكويت رأس تحرير جريدة «صوت الكويت» التي تمولها الحكومة الكويتية في المنفى، وكانت تعبّر عن مقاومة الكويتين للغزو.[5]

## حياته المهنية
- عمل الرميحي أميناً عاماً للمجلس الوطني للثقافة والآداب في الكويت بين 1998 -2003 وعمل على أن تحتفل الكويت عام 2000 عاصمةً للثقافة العربية.
- له العديد من الكتب التي تبلغ أكثر من عشرين كتابا في الشؤون السياسية والاجتماعية في الخليج والشؤن العربية.
- كتب مئات المقلات والدراسات المنشورة في العديد من المجلات العربية والإنجليزية المحكمة من جريدة الحياة الدولية إلى عدد من صحف الخليج اليومية، وساهم في العديد من اللقاءت الفكرية العربية والدولية. له مقالة أسبوعية تنشر في كل من صحف الكويت، قطر، البحرين، عمان، الإمارات، المملكة العربية السعودية ولبنان، كما ينشر مقالة نصف شهرية في جريدة الحياة اللندنية.
- رأس تحرير مجلة حوار العرب التي تصدرها مؤسسة الفكر العربي من بيروت لمده سنتين أصدر منها عشرين عددا في موضوعات مختلفة.
- عمل مستشاراً لمركز البابطين للترجمة والذي يصدر كتباً مترجمة من اللغات المختلفة إلى العربية وبالعكس، وأصدر عددا من الكتب المترجه بالتعاون مع دار الساقي (لبنان) ومؤسسة الدراسات (الأردن).
- عضو في المجلس الأعلى للتخطيط والتنمية في الكويت.
- أستاذ في علم الاجتماع السياسي، في جامعة الكويت.
- نشر أكثر من عشرين كتابٍ ومئتي مقالة عن تلك المواضيع في دوريات محكمة.
- شغل منصب رئيس قسم ومساعد عميد كلية الآداب والتربية في جامعة الكويت.
- رأس تحرير مجلّة «العربي» المشهورة لمدّة سبعة عشر عاماً. (1999 - 1982)
- شغل منصب الأمين العام للمجلس الوطني للثقافة والفنون والآداب في الكويت.
- قام بتأسيس وإدارة تحرير مطبوعات يومية وشهرية. كما عمل مستشاراً في عدّة لجان تتعلّق بالتعليم والمعلوماتية والثقافة والسياسة والترجمة في دوائر الحكومة الكويتية وفي مؤسسات خاصّة.

## المستوى العلمي
إجازة دكتوراه في علم الاجتماع السياسي من جامعة درهام Durham University - إنكلترا (سنة 1973)

### الخبرة العملية
- 1973 أستاذ في علم الاجتماع السياسي - قسم الاجتماع- جامعة الكويت. 1998-2002.
- أمين عام المجلس الوطني للثقافة والفنون والآداب في الكويت. 1982-1998.
- رئيس تحرير مجلّة العربي - مجلّة شهرية (وقتها كانت، يصدر عنها 250000 نسخة توزع في العالم العربي) إلى جانب المطبوعات المنسوبة إليها ككتاب العربي، والعربي الصغير (مجلّة للأطفال).
- 1982-1973 أستاذ في علم الاجتماع السياسي، ورئيس قسم علم الاجتماع ومساعد عميد في كلية الآداب والتربية - جامعة الكويت.
- 1992-1990 مؤسس ورئيس تحرير «صوت الكويت» جريدة يومية عربية دولية و «نيو أرابيا» مجلّة شهرية تصدر باللغة الإنكليزية. وقد تأسست كلتاهما خلال فترة غزو العراق للكويت 1990 .

### عضو لجان
- خدم د. رميحي كعضو في لجان متعددة داخل أقسام الحكومة الكويتية (من سنة 1973- حتى الآن).
- عضو المجلس الاستشاري للحكومة الكويتية الذي يترأسه رئيس وزراء الكويت.
- عضو في لجان عاملة عديدة تعنى بالتعليم العام/الأساسي والعالي، ومجلس التخطيط، وكلاهما برئاسة رئيس مجلس الوزراء في الكويت.
- عضو مجلس إدارة في معهد سعود الصباح الدبلوماسي (وزراة الخارجية الكويتية).
- عضو في مجلس أمناء الكلية الأسترالية في الكويت منذ 2005.
- عضو مجلس أمناء معهد الدوحة للدراسات الاجتماعية 2014.
- عضو هيية التحرير في مجلة الدوحة – قطر.
- عضو مجلس أمناء مؤسسة البابطين الثقافية.
- عضو مجلس إدارة مركز الدراسات الاستراتيجية في جامعة الكويت.
- عضو مجلس أمناء مجلة الطفولة العربي وعضو هيئة التحرير فيها.
- مستشار تحرير كتاب (عالم المعرفة) كتاب شهري يصدر من المجلس الوطني للفنون والآداب.
- يشارك في لجنتي الجوائز والكتاب في مؤسسة الكويت للتقدم العلمي.
- اختير منسق عام لمنتدى التنمية الخليجي (2015) وهو منتدى خليجي معني بالتنمية.
- عضو مجلس إدارة "جائزة الإعلام العربي"2025[6]

### المنشورات
مؤسس ورئيس تحرير مجلة «دراسات الخليج وشبه الجزيرة العربية» (عام 1975) التي ما زالت تصدر عن جامعة الكويت، ومجلة «فنون» وهي مجلة شهرية فنية أسست (عام 2001) تصدر عن المجلس الوطني للثقافة والفنون، الكويت، كما ساهم في عضوية هيئات استشارية لمطبوعات عدة منها عالم الفكر، وعالم المعرفة.

### المساهمات
يقوم د. رميحي بالمساهمة في عدد من المطبوعات العربية، بكتابة مقالات أسبوعية تنشر في بلدان الخليج وفي جرائد يومية في الكويت وخارجها كالرأي العام الكويتية، والوطن اليومية (في دول قطر، والسعودية وعمان)، وفي الوسط (يومية تصدر في البحرين) وفي النهار (بيروت). إضافة إلى مقالة مرتين في الشهر تنشر في جريدة (الحياة) اليومية الدولية، الصادرة في لندن. كما ينشر مقالا إسبوعيا في جريدة الشرق الأوسط (لندن) ومقال نصف شهري في كل من الأهرام القاهرية والجلف نيوز (بالإنجليزية) الصادرة في دبي. كما وقد شارك وساهم في عدد من المنتديات والمحاضرات الدولية والمؤتمرات العالمية حول القضايا المعاصرة في الخليج العربي والشؤون العربية والدولية، وذلك في الكويت والبلدان العربية، الولايات المتحدة، بريطانيا، فرنسا، الهند، إيران، اليابان وبلدان أخرى. أصدر ورأس تحرير مجلة (حوار العرب) التي أصدرتها مؤسسة الفكر العربي في بيروت (2004 – 2006) .

## جوائز
- نال سنة 1980، الجائرة التقديرية في دراسات علم الاقتصاد والاجتماع من مؤسسة التقدم العلمي KAFAS، الكويت.
- وفي سنة 1990، حاز على جائزة إبن سينا (جائزة النشاطات الفنية الدولية)، في موسكو.
- وفي سنة 1996 نال جائزة سلطان العويس وهي جائزة المقدمة في الدراسات الإنسانية والمستقبلية- دبي - دولة الإمارات العربية المتحدة.
- وفي سنة 2003 نال وسام الشرف من درجة فارس في الثقافة من الحكومة الفرنسية.
- وفي 2010 حاز على جائزة الكويت التقديرية (أعلى جائزة تمنح في الكويت على مستوى الدولة).
- حصل على عدد من الجوائز والتقديرات العلمية منها جائزة مؤسسة التقدم العلمي في الكويت، وجائزة العويس الثقافية من دبي، ودرجة فارس في الثقافة من الحكومة الفرنسية. ويعد عام 2007 لإصدار جريدة يومية في الكويت باسم (أوان).
- فاز بجائزة شخصية العام الإعلامية من جائزة الإعلام العربي في دبي عام 2023.[7]

## إصدارات

### المؤلفات
| الكتاب                                                                  | التاريخ | ملاحظات |
| ----------------------------------------------------------------------- | ------- | ------- |
| النفط والعلاقات الدولية: وجهة نظر عربية                                 | 1982    | [ 8 ]   |
| الكويت: كلمات عن زمن النكبة                                             | 1991    |         |
| هموم البيت العربي                                                       | 1991    | [ 9 ]   |
| العرب في عالم متغير                                                     | 1991    |         |
| إزالة الحواجز                                                           | 1991    |         |
| أصداء حرب الكويت: ردور الفعل العربية على الغزو وما تلاه                 | 1994    |         |
| معوّقات التنمية الاجتماعية والاقتصادية في مجتمعات الخليج العربي المعاصرة | 1995    |         |
| النفط والعلاقات الدولية: وجهة نظر عربية                                 | 1995    |         |
| البترول والتغير الاجتماعي في الخليج العربي                              | 1995    |         |
| الجذور الاجتماعية للديمقراطية في مجتمعات الخليج العربي المعاصرة         | 1995    |         |
| البحرين: مشكلات التغيير السياسي والاجتماعي                              | 1995    |         |
| الأعدقاء: قضايا الحرب والسلام في الخليج العربي                          | 1996    |         |
| الفضيلة الواجبة: العرب والمستقبل                                        | 1997    |         |
| قضايا خليجية                                                            | 1997    |         |
| سقوط الأوهام                                                            | 1998    | [ 10 ]  |
| عصر التطرف                                                              | 1999    |         |
| الخليج 2025: دراسات في مستقبل مجلس التعاون                              | 2009    |         |
| أولويات العرب .. قراءة في المعكوس: خمسون مقالاً يبحث عن الحقيقة          | 2010    |         |
| صباح الخير يا وطني                                                      | 2014    |         |
| اضطراب قرب آبار النفط                                                   | 2011    |         |
| الخليج ليس نفطاً                                                         | 2013    |         |
| أزمات وقضايا إقليم في المهب                                             | 2021    |         |
| مجلس التعاون الخليجي: يا منزلاً لعب الزمان بأهله                         | 2021    | [ 11 ]  |

### الترجمات
| الكتاب                                       | المؤلف              | التاريخ | ملاحظات |
| -------------------------------------------- | ------------------- | ------- | ------- |
| المجتمع والسياسة في الجزيرة العربية          | فريد هاليداي        | 1977    |         |
| الكويت قبل النفط: مذكرات س. ستانلي ج. ماليري | س. ستانلي ج. ماليري | 1997    |         |
| الصراع السياسي في شبه الجزيرة العربية        | فريد هاليداي        | 2010    |         |

## وصلات خارجية
موقع الدكتور محمد الرميحي
| سبقه أحمد بهاء الدين | رئيس تحرير مجلة العربي 1999-1982 | تبعه سليمان إبراهيم العسكري |